# E75 (Nordmakedonien)
På E75 går det motorväg i Nordmakedonien från gränsen till Serbien mot Skopje och vidare till gränsen mot Grekland. Motorvägen passerar Kumanovo, Katlanovo, Veles, Negotino, och Gevgelija. Motorvägen är en del i en längre motorväg som går mellan bland annat Belgrad och Thessaloniki. Denna motorväg byggdes under den tid då Jugoslavien existerade och byggdes under ledning av landets dåvarande president Tito. Motorvägen ingick i det vägprojekt som Tito kallade vägen för "broderskap och enighet" och avsikten var att knyta ihop hela landet med motorvägar och att även länka ihop dessa motorvägar med det dåvarande Jugoslaviens grannländer. Denna motorväg blev också mycket viktig för trafiken i stora delar av Europa då den utgjorde en viktig genomfartsförbindelse för internationell trafik. Nordmakedonien klarade sig undan krigen under 1990-talet men eftersom Serbien var utsatt för detta och även blev mer eller mindre avstängt för internationell trafik tappade också denna motorväg lite av sin betydelse under denna tid. Det blev då en motorväg som användes för trafik inom Nordmakedonien och delvis också för trafik mellan Nordmakedonien och Grekland. Idag har dock motorvägen återfått sin betydelse som en viktig transitväg som går mellan Grekland och länder norr om Balkan. Denna motorväg är på ett avsnitt försedd med världens bredaste mittbarriär. Denna går mellan Katlanovo och Veles. Egentligen delar sig motorvägen här och blir två enkelriktade vägar med motorvägsstandard. På ett ställe ligger dessutom ett helt samhälle mellan körbanorna nämligen Vetersko. Den södergående körbanan går en stor del längs med floden Vardar medan de norrgående körbanan istället går förbi Otovica. Även på sträckan närmast Gevgelija går körbanorna isär igen men på en betydligt kortare sträcka. Denna lösning är mycket ovanlig på en motorväg.